# Pod Volfštejnem
Pod Volfštejnem je přírodní rezervace jihozápadně od města Černošín v okrese Tachov. Důvodem ochrany jsou vlhké, zrašelinělé louky s typickými rostlinnými společenstvy a bohatým výskytem zvlášť chráněných druhů (hořeček drsný Sturmův, vstavač osmahlý).

## Historie
Louka byla původně využívána pro pastvu a v některých místech probíhala těžba kaolinických jílů pro keramickou výrobu. Na místech po těžbě je nyní možné najít zvodnělé deprese, louže a jezírka, kde se nachází biotopy řady obojživelníků (včetně ohrožených a zvláště chráněných druhů) a vodních makrofyt.
Dne 14. září 1984 zřídil Okresní národní výbor v Tachově chráněný přírodní výtvor Pod Volfštejnem. Odůvodněním byla ochrana vzácných a chráněných druhů, zejména vstavačovitých a hořcovitých rostlin. Jako přírodní rezervace byla lokalita vyhlášena v roce 1996.

## Přírodní poměry

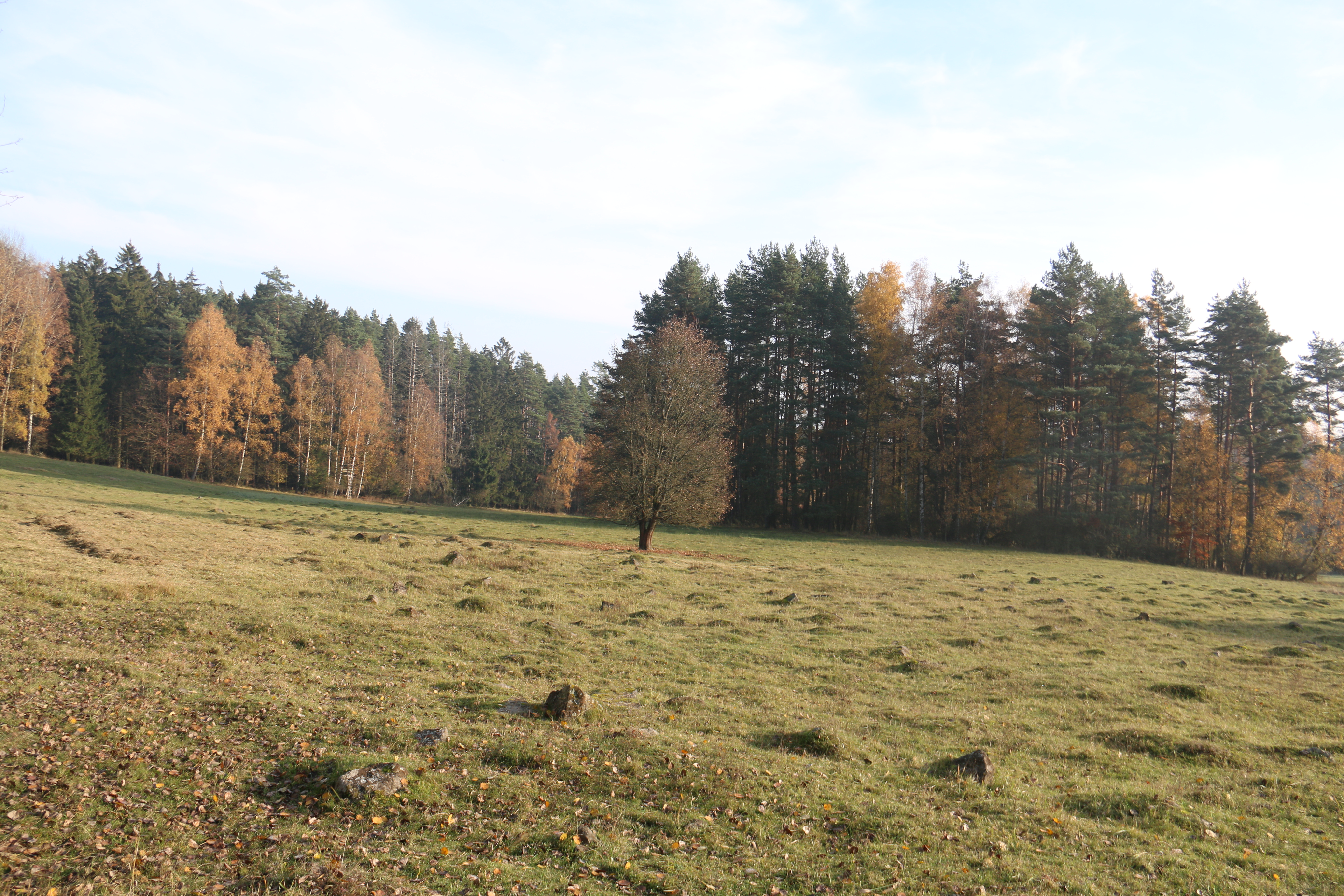
Louka ve středu přírodní rezervace

Rezervace se nachází pod jižním svahem Vlčí hory, pod zříceninou hradu Volfštejn, jihozápadně od města Černošín (okres Tachov, Plzeňský kraj) v nadmořské výšce 550–590 metrů. Zvláště chráněné území se rozkládá na ploše o velikost 16,48 hektaru a ochranné pásmo měří 10,75 hektaru. Území je z větší části tvořené rašelinnou loukou, dále do něj zasahuje kulturní smrčina s biotopy spontánního nárůstu dřevin. V západní části rezervace lze najít i několik malých tůní v oblasti bývalé těžby kaolinu.

### Abiotické faktory
Rezervace se nachází na území s terciérními a kvartérními sedimenty, které zahrnují také suťové usazeniny. Severní a východní části oblasti tvoří okraj neovulkanického masivu z olivinického nefelinitu. Z hlediska půdních podmínek pokrývají povrch přírodní rezervace různé podtypy a varianty kambizemí, jejichž charakter se mění v závislosti na vlhkosti a geologickém podloží. Klima je mírně vlhké středoevropské, typické pro Českomoravské mezofytikum. Geomorfologicky oblast spadá pod celek Plaská pahorkatina a podcelek Stříbrská pahorkatina. Fytogeograficky se jedná o Českomoravské mezofytikum, okres 28. Tepelské vrchy, podokres Svojšínská pahorkatina.

### Flóra
Rostou zde převážně zástupci lučního společenstva jako orchidej bradáček vejčitý (listera ovata), ocún jesenní (Colchicum autumnale), hadí mord nízký (Scorzonera humilis), pcháč bezlodyžný (Cirsium acaule), kozlík dvoudomý (Valeriana dioica), prvosenka jarní pravá (Primula veris subsp. veris). Z invazních a expanzivních druhů, které jsou problematické, zde najdeme lupinu mnoholistou (lupinus polyphyllus), třtinu křovištní (Calamagrostis epigejos), pcháč rolní (Cirsium arvense), a občas také bolševník velkolepý (Heracleum mantegazzianum).

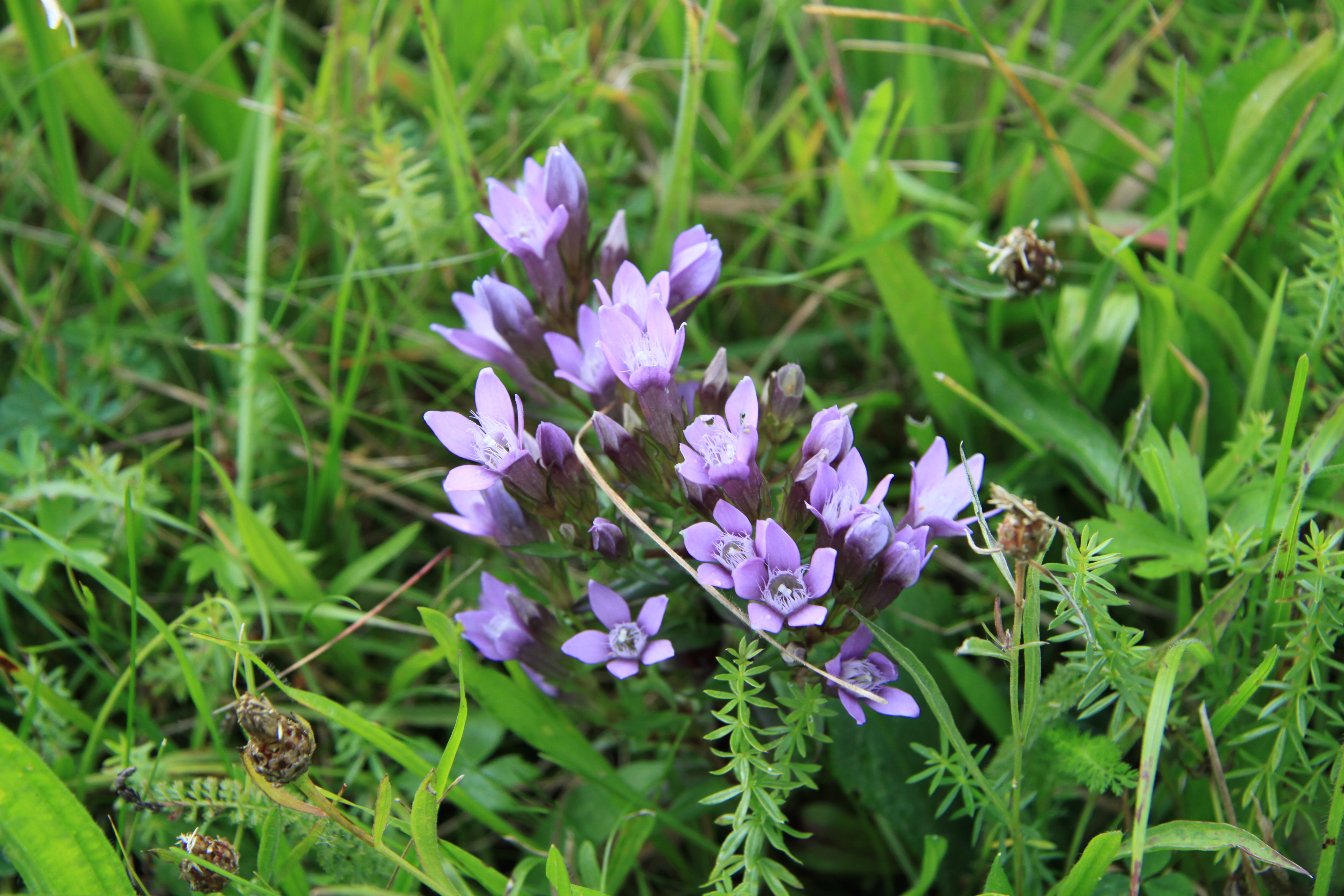
Hořeček drsný Sturmův (na lokalitě Kocelovické pastviny)

Z chráněných druhů v severovýchodní části rezervace roste kriticky ohrožený hořeček drsný Sturmův (Gentianella obtusifolia subsp. sturmia). V posledních letech jeho populace výrazně poklesla a v 2023 bylo zjištěno pouze několik kusů kvetoucí rostliny. V roce 2024 rezervace byla jediným známým nalezištěm tohoto druhu na Tachovsku. Stejně tak v této části roste hadilka obecná (Ophioglossum vulgatum). V severní části území se vyskytuje silně ohrožený vstavač osmahlý pravý (Orchis ustulata susp. ustulata), jehož populace zde úspěšně narůstá (v roce 2003 bylo zjištěno pět jedinců a 117 jedinců v roce 2023).
Dále se zde vyskytují ohrožené druhy jako vemeník zelenavý (Platanthera chlorantha), pětiprstka žežulník (Gymnadenia conopsea), vemeník dvoulistý (Platanthera bifolia), prstnatec májový pravý (Dactylorhiza majalis subsp. majalis) a vratička měsíční (Botrychium lunaria).

### Fauna
Z živočichů v rezervaci žije přes 435 druhů denních i nočních motýlů a 318 druhů brouků. V depresích po těžbě kaolinu se taktéž vyskytují obojživelníci a plazy. Obyvatelem oblasti kolem Vlčí hory s nepříznivými dopady na stav místních biotopů je nepůvodní jelen sika, který je zde přemnožený.

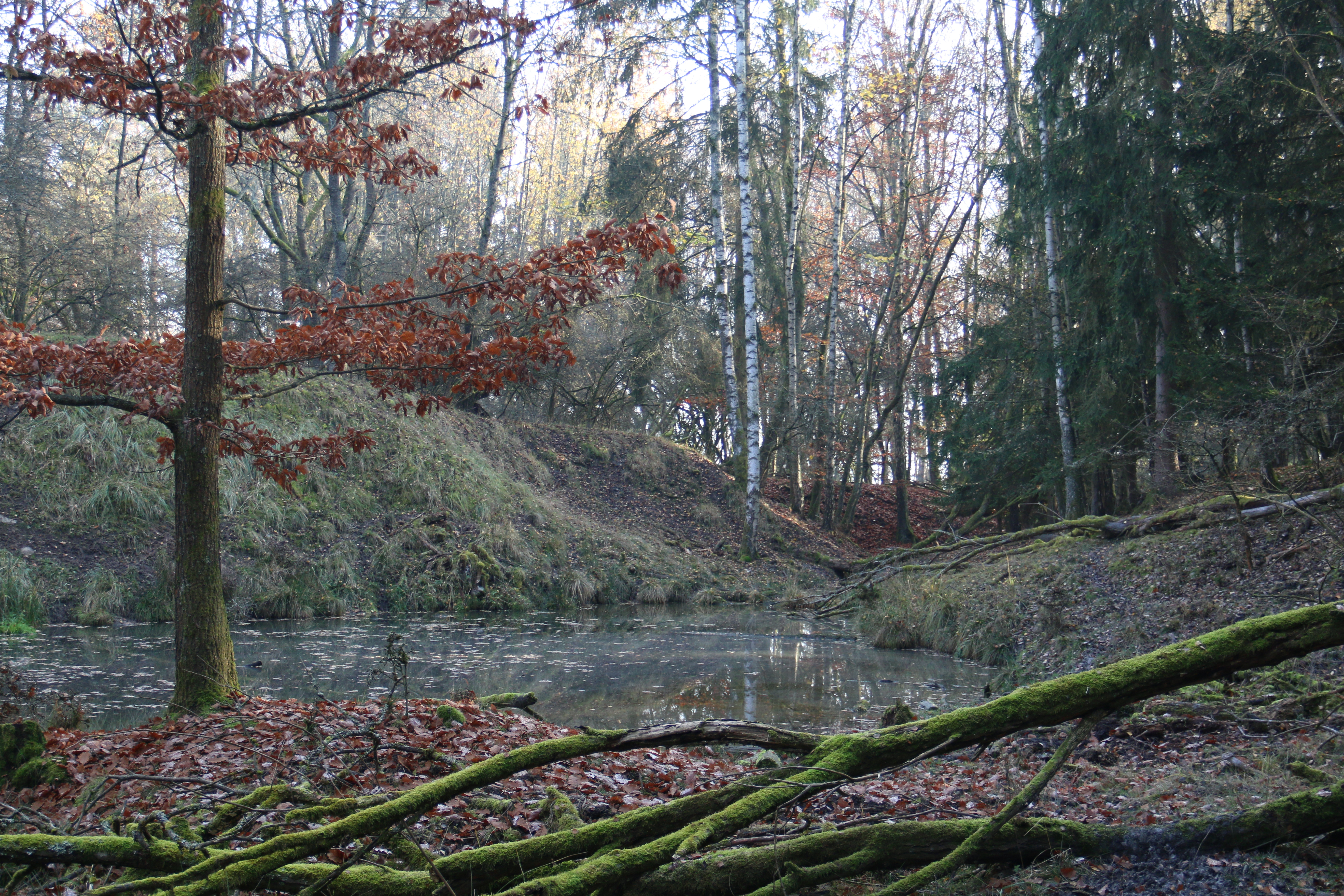
Tůně v severozápadní části rezervace

V malých osluněných mělkých kalužích se zde vyskytuje ohrožená kuňka žlutobřichá (Bombina variegata), což činí tuto lokalitu nejvýše položeným místem s potvrzeným rozmnožováním druhu v Plzeňském kraji. Dále lze v několika tůních pozorovat silně ohrožené druhy jako jsou čolek obecný (lissotriton vulgaris), skokan zelený (komplex) (Rana kl. esculenta), ještěrka živorodá (Zootoca vivipara) a čolek velký (Triturus cristatus). Vyskytují se zde i ohrožená ropucha obecná (Bufo bufo) a užovka obojková (Natrix natrix).

## Ochrana

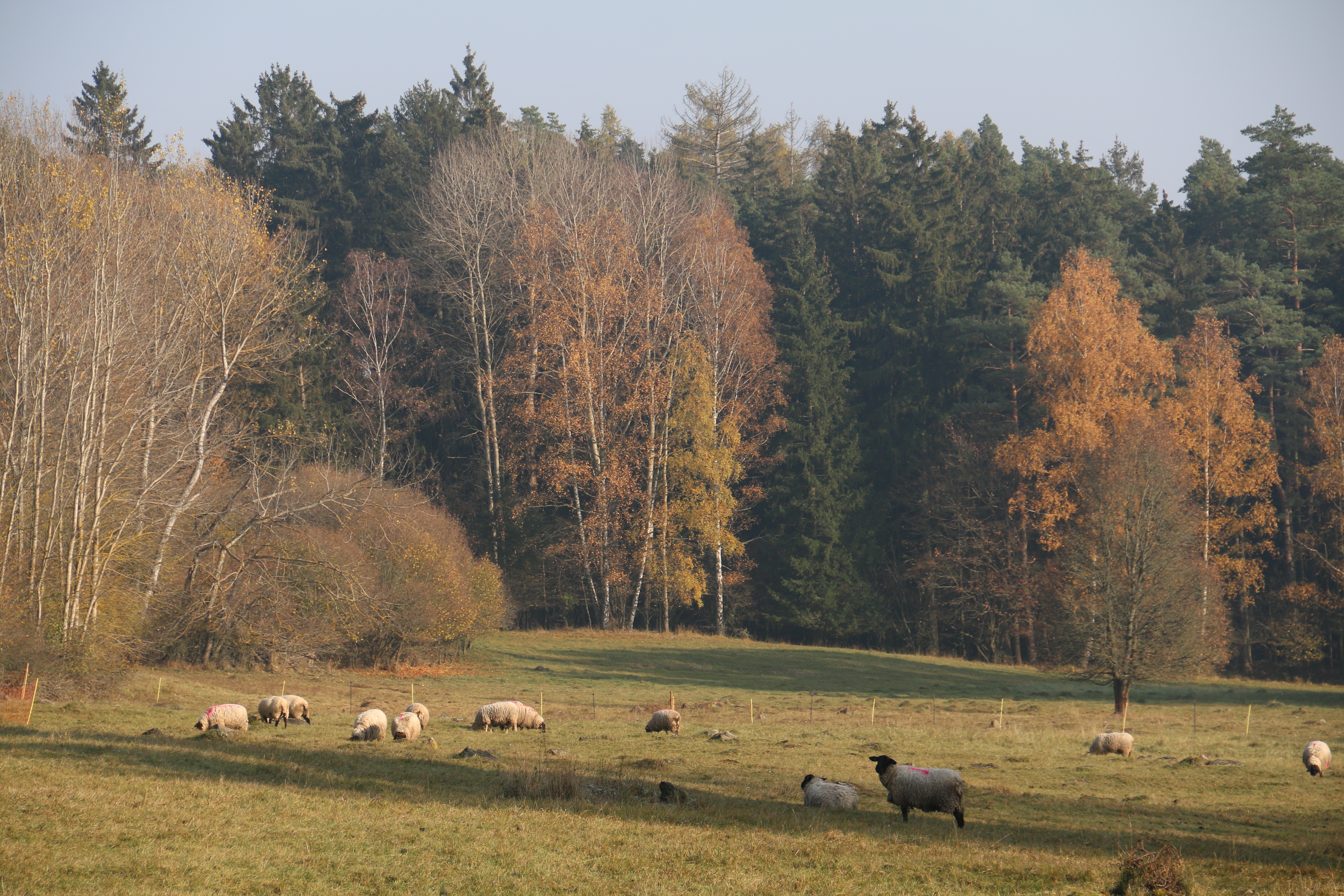
Pastva ovcí

Předmětem ochrany je především komplex květnatých mezofilních až vlhkých luk. S výskytem řady rostlin z čeledi vstavačovité (Orchidaceae), regionálně výjimečné populace hadilky obecné a kriticky ohroženého hořečku drsného Sturmova . Rezervace může sloužit i jako refugium bezobratlých živočichů.
Od roku 2014 je luční část přírodní rezervace pravidelně sečena a přepásána ovcemi, přičemž byly aplikovány doplňkové zásahy jako likvidace lupiny mnoholisté, vyhrabávání stařiny a prosvětlení okrajových dřevin pro podporu biodiverzity. V oblasti nejsou plánovány lesnické zásahy a lesní pozemky byly vyloučeny z hranic rezervace. Zemědělsky je většina rezervace obhospodařována v režimu, který vyžaduje první seč či pastvu do 31. července. Přikrmování zvěře je zakázáno, povoleny jsou jen posedy se souhlasem orgánu ochrany přírody. Doporučuje se snižovat počet spárkaté zvěře, zejména jelena siky. Další využívání nebylo zaznamenáno a ani se neplánuje.

## Přístup
Oblast rezervace je dobře přístupná podél žlutě značené turistické trasy vedoucí ke zřícenině hradu Volfštejn. U stezky stojí informační tabule o rezervaci.